# 愛知県立循環器呼吸器病センター
愛知県立循環器呼吸器病センター（あいちけんりつじゅんかんきこきゅうきびょうセンター）は、かつて愛知県一宮市に所在した愛知県が運営する公共の病院である。
2005年（平成17年）3月までの名称は愛知県立尾張病院（通称：県立尾張病院、尾張病院）であり、閉院までこの名称で呼ばれることが多かった。
元々は結核医療対策の一環として開設された、結核専門の医療機関である。結核患者の減少に伴い、循環器、呼吸器の専門の医療機関となった。
2010年（平成22年）9月24日で診療を終了し、9月30日で閉院。翌日より一宮市立市民病院へ機能を移行した。
閉院後の2010年（平成22年）10月に施設を利用して「愛知県がんセンター尾張診療所」が開設されたが、利用者数が伸びず2014年（平成26年）3月31日をもって閉所した。

## 概要
診療科は12科。
病床数は286床（一般病床：230床、結核病床：50床、感染症病床：6床）。

## 診察科
- 呼吸器科
- 循環器科
- 心臓血管外科
- 内科
- 消化器科
- 外科
- 整形外科
- リハビリテーション科
- 脳神経外科
- 放射線科
- 麻酔科
- 歯科

## 所在地
- 愛知県一宮市大和町苅安賀2135番地

## 沿革
- 1957年（昭和32年）：結核専門の医療機関として、愛知県立尾張病院として開業。
- 1985年（昭和60年）：心臓血管外科を開設。
- 1995年（平成7年）：全面改築完成。
- 2005年（平成17年）：愛知県立循環器呼吸器病センターに改称。
- 2010年（平成22年）9月30日：閉院。

## 交通機関
2014年（平成26年）当時
- 名鉄尾西線「二子駅」より徒歩で約7分。
- 一宮市循環バスi-バス：尾西南コース「循環器呼吸器病センター」バス停下車、徒歩ですぐ。

## その他
1982年（昭和57年）頃、病院敷地内の造園工事中に、弥生時代後期の土器が数十個発掘されている。学術的に貴重な遺跡として、「尾張病院山中遺跡」と命名されている。